# Kondo Kuraba
Kondo Kuraba (sinh ngày 6 tháng 7 năm 2002) là một cầu thủ bóng đá người Nhật Bản.

## Sự nghiệp câu lạc bộ
Kondo Kuraba hiện đang chơi cho Cerezo Osaka.